# Rassemblement pour la démocratie et le progrès (Mali)
Pour les articles homonymes, voir Rassemblement pour la démocratie et le progrès.
Le Rassemblement pour la démocratie et le progrès (RDP) est un parti politique malien.

## Historique
Le parti est fondé en octobre 1990 par des Maliens vivant au Gabon et officiellement enregistré le 19 avril 1991. Il gagne quatre sièges à l'Assemblée nationale lors des élections législatives de 1992. À l'élection présidentielle cette même année, le parti nomme Almamy Sylla comme son candidat, qui finit quatrième avec 9,4 % des voix. Il devient à nouveau le candidat à la présidentielle de 1997, mais cette fois-ci, il reçoit seulement 1 % des voix. Le RDP boycotte les élections législatives de juillet 1997, après que les élections d'avril soient annulées. Le boycottage conduit à la scission du parti, les modérés formant le Rassemblement national pour la démocratie. Almamy Sylla est encore candidat à l'élection présidentielle de 2002, mais sa part des voix réduit encore, atteignant 0,6 %. Le parti conteste les élections législatives de 2013 et ne remporte aucun siège.